# ニューギニア (信託統治領)

ニューギニア準州
Territory of New Guinea (英語)

国歌: God Save the Queen（英語）
女王陛下万歳

ニューギニア準州（英語: Territory of New Guinea）は、南太平洋の現在パプアニューギニアのニューギニア島北東部およびビスマルク諸島とソロモン諸島の一部のブーゲンビル島などからなる、かつてオーストラリアの信託統治領であった領土である。

## 歴史
ドイツ国支配のドイツ領ニューギニアであったが、第一次世界大戦中の1914年にオーストラリア軍が占領した。第一次世界大戦後の1919年のヴェルサイユ条約により、敗戦国ドイツの領土から国際連盟の委任統治領としてオーストラリア統治による領土となった。
第二次世界大戦中の1942年から1945年には、日本軍に占領された（ニューギニアの戦い）。
ニューギニア島南東部の同じくオーストラリア海外領土であったパプアと1949年に「パプア及びニューギニア準州」の名称で行政連合し統合した。そのパプアと統合した行政連合「パプア及びニューギニア」が1971年に「パプアニューギニア」とさらに改名し、1975年にオーストラリアから独立した。行政連合として統合後も、独立するまでパプアとニューギニアはそれぞれ別々の独自性を保っていた。

## 経済
経済は金、銀の鉱業、コプラ、真珠貝など。